# Louise Bennett-Coverley
Louise Simone Bennett-Coverley hoặc Miss Lou, OM, OJ, MBE (7 tháng 9 năm 1919 - 26 tháng 7 năm 2006) là một nhà thơ, nhà văn hóa dân gian, nhà văn và nhà giáo dục người Jamaica. Sáng tác và diễn trình những bài thơ của mình bằng tiếng Jamaica Patois hoặc Creole, Bennett đã làm việc để bảo tồn việc thực hành diễn trình thơ, bài hát dân gian và câu chuyện yêu nước ("ngôn ngữ quốc gia").

## Tiểu sử
Bennett sinh ngày 7 tháng 9 năm 1919 tại North Street ở Kingston, Jamaica. Bà là con duy nhất của Augustus Cornelius Bennett, chủ một tiệm bánh ở Spanish Town, và Kerene Robinson la một thợ may. Sau cái chết của cha bà vào năm 1926, Bennett được nuôi dưỡng chủ yếu bởi mẹ bà. Bà học tiểu học tại Ebenezer và Calabar, tiếp tục đến trường St. Simon's College và Excelsior College, ở Kingston. Năm 1943, bà theo học tại Friends College ở Highgate, St Mary, nơi bà học văn hóa dân gian Jamaica. Cùng năm đó, thơ của bà đã được xuất bản lần đầu tiên trên Sunday Gleaner. Năm 1945, Bennett là sinh viên da đen đầu tiên theo học tại Học viện Nghệ thuật Sân khấu Hoàng gia sau khi được trao học bổng từ Hội đồng Anh.

### Sự nghiệp
Sau khi tốt nghiệp Học viện Nghệ thuật Sân khấu Hoàng gia, Bennett đã làm việc với các công ty giáo dục tại thành phố Coventry, Huddersfield và Amersham, cũng như trong các cuộc tái hiện thân mật trên khắp nước Anh. Trong thời gian ở trong nước, bà đã tổ chức hai chương trình phát thanh cho BBC - Caribbean Carnival (1945-1946) và West Indian Night (1950).
Bennett làm việc cho Ủy ban phúc lợi xã hội Jamaica từ năm 1955 đến 1959, và giảng dạy văn hóa dân gian và kịch tại Đại học West Indies. Từ năm 1965 đến năm 1982, bà đã sản xuất Miss Lou's Views, một loạt các đoạn độc thoại trên đài phát thanh và năm 1970 bắt đầu tổ chức chương trình truyền hình thiếu nhi Ring Ding. Phát sóng cho đến năm 1982, chương trình dựa trên niềm tin của Bennett "that 'de pickney-dem learn de sinting dat belong to dem' (những đứa trẻ tìm hiểu về di sản của chúng)". Là một phần của chương trình, trẻ em trên toàn quốc được mời chia sẻ tài năng nghệ thuật của họ trên sóng truyền thanh. Ngoài những lần xuất hiện trên truyền hình, Bennett còn xuất hiện trong nhiều bức ảnh động khác nhau bao gồm Calypso (1958) và Club Paradise (1986).
Bennett đã viết một số cuốn sách và thơ ca ở Jamaica Patois, giúp nó được công nhận là "ngôn ngữ quốc gia" theo đúng nghĩa của nó. Tác phẩm của bà đã ảnh hưởng đến nhiều nhà văn khác, bao gồm Mutabaruka, Linton Kwesi Johnson và Yasus Afari, sử dụng nó theo cách tương tự. Bà cũng đã phát hành nhiều bản ghi âm nhạc dân gian truyền thống của Jamaica và các bản ghi âm từ các chương trình phát thanh và truyền hình của bà bao gồm Jamaican Folk Songs, Children's Jamaican Songs and Games, Miss Lou's Views (1967), Listen to Louise (1968), Carifesta Ring Ding (1976), and The Honorable Miss Lou. Bà được ghi nhận đã mang đến cho Harry Belafonte ý tưởng về bản hit "Day-O (The Banana Boat Song)" năm 1956 của ông bằng cách nói với ông về bài hát dân gian Jamaica "Hill and Gully Rider" (còn có tên là "Day Dah Light").